# Astacilla lauffi
Astacilla lauffi là một loài chân đều trong họ Arcturidae. Loài này được Menzies & Frankenberg miêu tả khoa học năm 1966.